# The Book of Souls
The Book of Souls es el decimosexto álbum de estudio de la banda británica de heavy metal Iron Maiden, publicado el 4 de septiembre de 2015. Es el primer álbum doble de estudio de la agrupación y el más largo hasta la fecha, con una duración total de 92 minutos y 11 segundos. Su lanzamiento y gira promocional se retrasaron para darle tiempo al cantante Bruce Dickinson de recuperarse de la extirpación de un tumor canceroso a comienzos de 2015. También es el primer álbum publicado por la banda con la discográfica Parlophone, tras treinta años de relación comercial con EMI Records.
Producido por Kevin Shirley, colaborador habitual de Iron Maiden, The Book of Souls fue grabado en los estudios Guillaume Tell de París entre septiembre y diciembre de 2014, el cual ya habían utilizado en Brave New World (2000). La banda compuso e inmediatamente grabó muchos temas en el estudio, lo que dio como resultado una sensación de directo espontáneo. El primer sencillo del disco, «Speed of Light», se publicó como vídeo musical el 14 de agosto, y simultáneamente como descarga digital y CD single exclusivo para Best Buy. Además de ser su disco de estudio más largo, también contiene la canción más larga de la banda hasta la fecha, «Empire of the Clouds», de dieciocho minutos de duración, la cual también se publicó como sencillo el Record Store Day el 16 de abril de 2016. Aunque no es un álbum conceptual, las referencias al alma y a la mortalidad son prominentes, como se aprecia en la portada de temática maya, creada por el artista gráfico Mark Wilkinson.
Un éxito comercial y de crítica, The Book of Souls encabezó las listas de álbumes en 24 países. Representó para Iron Maiden el quinto número uno en el Reino Unido (el primero consecutivo), tras The Number of the Beast (1982), Seventh Son of a Seventh Son (1988), Fear of the Dark (1992) y The Final Frontier (2010). En Estados Unidos igualó el éxito de The Final Frontier en la lista Billboard 200, repitiendo el puesto más alto del grupo en la cuarta posición hasta que fue superado por Senjutsu (2021) en el tercer lugar. Publicado cinco años después de The Final Frontier, el disco marcó el intervalo más largo entre lanzamientos de estudio en toda la historia de la agrupación.

## Antecedentes y grabación

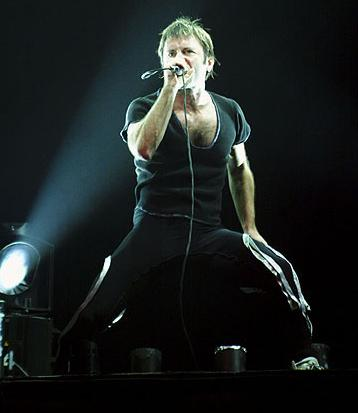
El cantante Bruce Dickinson anunció en 2013 que Iron Maiden lanzaría su decimosexto álbum de estudio en 2015.

La intención de la banda de grabar un decimosexto álbum de estudio fue revelada por primera vez por Bruce Dickinson en septiembre de 2013, quien esperaba un posible lanzamiento en 2015. La grabación se llevó a cabo en los estudios Guillaume Tell de París (donde la banda había grabado en el año 2000 el álbum Brave New World) con el productor Kevin Shirley de septiembre a diciembre de 2014, con detalles adicionales añadidos a principios de 2015. Dickinson declaró sobre la elección del lugar de grabación: «El estudio guarda recuerdos especiales para todos nosotros. Nos encantó descubrir que el mismo ambiente mágico sigue vivo allí».
Harris declaró que muchas de las canciones se compusieron y grabaron inmediatamente en el estudio, lo que añade al disco «sensación de álbum en vivo». El guitarrista Janick Gers explicó que para ello tuvieron que abandonar su planteamiento anterior de dedicar varias semanas a componer y ensayar, lo que significó que entraron en el estudio sólo con esbozos y terminaron de componer las canciones allí, por lo que «las aprendimos, ensayamos y grabamos a la vez». Según el guitarrista Adrian Smith, la presión que esto creaba era positiva «porque te hacía entrar en acción». De acuerdo con Gers, cada miembro aportaba aproximadamente una hora de música original a las sesiones, aunque «sólo quisieran utilizar quince minutos de ella», lo que generaba «un espectro realmente amplio de ideas musicales». Como en todas sus colaboraciones de estudio con Shirley, la mayor parte del álbum se grabó en directo, con muchas primeras tomas para añadir espontaneidad. Originalmente, el grupo tenía previsto publicar el disco a principios de 2015, pero se retrasó al 4 de septiembre mientras Dickinson recibía tratamiento para un tumor cancerígeno.
El título del álbum, el arte de carátula y el listado de canciones se desvelaron el 18 de junio de 2015. Publicado por Parlophone, The Book of Souls fue el primer álbum de estudio original de la banda no publicado por EMI, después de que ambas compañías fueran adquiridas por Warner Music Group en 2013. En los Estados Unidos, el disco fue publicado por Sanctuary Copyrights/BMG, tras la compra de Sanctuary Records por parte de BMG en 2013. El 14 de agosto, la banda publicó un vídeo musical para la canción «Speed of Light», dirigido por Llexi Leon. La canción se puso a la venta simultáneamente como descarga digital y se editó como CD de una sola pista a través de Best Buy en Estados Unidos. En ocasión del Record Store Day de 2016, «Empire of the Clouds» se publicó como segundo sencillo del disco el 16 de abril.

## Composición y temática
«Shadows of the Valley», «Death or Glory», «If Eternity Should Fail» y «Speed of Light» fueron las primeras canciones escritas para el álbum. «If Eternity Should Fail» fue escrita originalmente para un álbum en solitario de Dickinson y presenta el primer uso colectivo de la afinación caída en Re por parte de la banda. Smith afirmó que «Speed of Light» y «Death or Glory» hacen parte de un pequeño grupo de temas terminados antes de las sesiones de grabación, y marcan la primera colaboración entre Smith y Dickinson (sin la presencia de Harris) desde que ambos miembros se reincorporaron a Iron Maiden en 1999. Con ambos temas, Smith y Dickinson escribieron deliberadamente canciones más cortas en un intento de rememorar sencillos clásicos de la banda como «2 Minutes to Midnight» (1984) y «Can I Play with Madness» (1988).Según Dickinson, «Death or Glory» trata de los triplanos de la Primera Guerra Mundial.

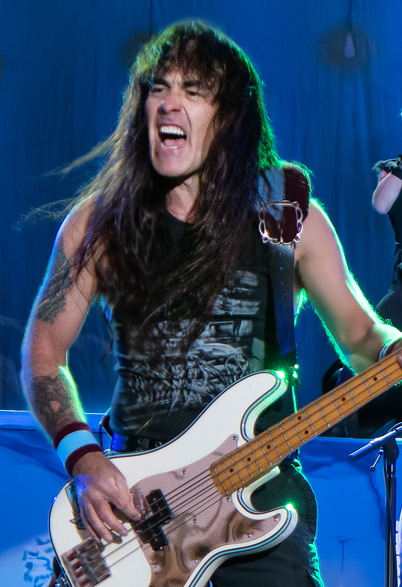
El bajista y principal compositor de la banda Steve Harris vio afectada su producción creativa debido al fallecimiento de dos personas cercanas a su círculo familiar.

A diferencia de los dos álbumes anteriores de la banda, A Matter of Life and Death (2006) y The Final Frontier (2010), Harris no se atribuye la autoría en todas las canciones del disco. Esto se debe a que el bajista sufrió dos duelos durante la etapa de escritura («un antiguo amigo de la escuela y un miembro de la familia») que afectaron a su producción creativa. El resultado fue un esfuerzo más colaborativo, en el que todos los músicos, excepto el batería Nicko McBrain, recibieron créditos por sus composiciones. Una de las contribuciones de Harris, «Tears of a Clown», que coescribió con Smith, es elogiada por Dickinson como su tema favorito de The Book of Souls y está basada en la depresión y el suicidio del actor Robin Williams en 2014.
La canción final del lanzamiento, «Empire of the Clouds», sustituyó a «Rime of the Ancient Mariner» (del álbum Powerslave de 1984) como la canción más larga de la banda, con dieciocho minutos de duración. El tema presenta por primera vez a Dickinson al piano y está basado en el accidente aéreo del dirigible R101 en 1930. Según Smith, Dickinson pasó la mayor parte de las sesiones de grabación del álbum solo escribiendo la canción en una «caja de cristal insonorizada con su piano», que completó con la ayuda de McBrain. Smith afirma que fue un reto grabarla, ya que Dickinson «tocó el piano él solo» y la banda «tocó con él» siguiendo las instrucciones de Dickinson y Shirley. Junto con «If Eternity Should Fail», es el primer álbum de Iron Maiden desde Powerslave en el que aparecen dos temas escritos exclusivamente por Dickinson.
Con 92 minutos de duración, es a la vez el álbum de estudio más largo de Iron Maiden y su primer disco doble de estudio. Dickinson afirmó: «todos estuvimos de acuerdo en que cada tema era una parte tan integral del conjunto de la obra que, si tenía que ser un álbum doble, ¡pues doble va a ser!».
La inspiración para incluir una temática de la cultura maya vino gracias a una visita de la banda a México. Según el mayista Simon Martin, contratado por la banda para apoyar en la temática, aunque dicha civilización no tenía un Libro de las Almas, el título se ajustaba al estilo de la banda y representaba la esencia de la cultura. Aunque no es un álbum conceptual, las referencias al alma aparecen por doquier, así como cavilaciones sobre la mortalidad en general, y Harris explicó que «a medida que envejeces, empiezas a pensar más en tu propia mortalidad y en este tipo de cuestiones».

## Arte de portada
The Book of Souls es el primer álbum de la banda desde The X Factor (1995) que utiliza su logotipo original (con las letras R, M y N ampliadas) en la portada. Las ilustraciones son obra de Mark Wilkinson, cuyos trabajos anteriores para Iron Maiden incluyen Live at Donington (versión remasterizada de 1998) y Best of the B'Sides (álbum recopilatorio de 2002), así como los sencillos «The Wicker Man» y «Out of the Silent Planet». Según el bajista Steve Harris, el arte de la portada está relacionado con la canción que da título al disco, ya que la representación de la mascota del grupo, Eddie, está basada en la civilización maya, que «cree que las almas siguen vivas después de la muerte».
Harris quería simplicidad para la portada, con sólo un busto de Eddie en la oscuridad para establecer una presencia maligna. De acuerdo con el artista, las marcas tribales usadas en la imagen son «genéricas e inventadas [...] una mezcla entre vudú y maya». Wilkinson también dibujó las ilustraciones que aparecen en el folleto del álbum, como un Eddie arrancándose el corazón como un sacrificio maya y un tríptico en el que aparecen los miembros de la banda a cada lado y la cabeza de Eddie explotando en el centro.
Para comprobar la exactitud de las ilustraciones, Simon Martin tradujo los títulos de las canciones a jeroglíficos.

## Gira promocional
En septiembre de 2015 la banda publicó un video promocionando una gira en soporte del álbum, la cual se retrasó hasta principios de 2016 para que Dickinson pudiera recuperarse totalmente de su tratamiento contra el cáncer. The Book of Souls World Tour comenzó en febrero con actuaciones en países de Norteamérica, Sudamérica, Asia, Australasia, África y Europa, y finalizó el 22 de julio de 2017 en el Barclays Center de Brooklyn. En total, la agrupación brindó 117 conciertos en 36 países ante más de dos millones de espectadores.

## Recepción

### Crítica
En el sitio web de reseñas Metacritic, el álbum tiene una puntuación de 80 sobre 100 basada en 20 reseñas, lo que indica «críticas generalmente favorables». Fue puntuado con un 9/10 por la revista Classic Rock, que afirmó: «es difícil pensar en otra banda de esta época que sea capaz de sonar tan vital e inspirada». Kerrang! y Metal Hammer le dieron la máxima puntuación: la primera lo calificó como «un álbum de extraordinaria visión»; la segunda como «un gigantesco viaje emocional a través de algunas de las mejores interpretaciones de su carrera que compensa con creces una espera de cinco años». Blabbermouth.net también fue positivo, puntuándolo con 9,5/10 y considerándolo «el trabajo más completo y seguro de Iron Maiden desde Brave New World y, sin duda, uno de sus mejores logros en general». PopMatters le concedió 9 estrellas sobre 10, elogiando a la banda por volver a «la cima de su juego de una manera que no habíamos visto desde 1988». AllMusic le concedió 4 de 5, afirmando: «Con escuchas repetidas se gana un espacio en la estantería junto a sus mejores discos». The Guardian también lo puntuó con 4 sobre 5 y, a pesar de criticar la «pesada “Shadows of the Valley”», exclamó que «The Book of Souls está marcado por una impresionante crudeza que rasca en los momentos más grandilocuentes del álbum».
Rolling Stone y Billboard fueron más críticos y la calificaron con 3,5 estrellas sobre 5, esta última lo describió como «exagerado» pero «sorprendentemente atractivo en general». Paste lo calificó con un 7,9/10, diciendo que «es un trabajo impresionante, pero se ve empantanado por la propia ambición de la banda», aunque concluyendo que es «el mejor disco de Maiden del segundo acto de Dickinson, y un gran logro para una de las mejores bandas de metal», mientras que Uncut le otorgó un 7 sobre 10, afirmando que «domina un tono épico, aunque algo rumiativo». Tanto Q como Record Collector otorgaron al álbum una puntuación mixta de 3 estrellas sobre 5, criticando el primero su larga extensión y concluyendo que «no es uno de sus mejores», mientras que el segundo afirmaba que «gran parte del álbum se compone de interminables guitarrazos a medio tiempo» y que «suena muy parecido a cualquier otro álbum de Maiden de la época del ocaso de su carrera».
El tema final, «Empire of the Clouds», de 18 minutos de duración, fue objeto de especiales elogios, y PopMatters lo calificó como una «obra maestra» y «tan fascinante como "Rime of the Ancient Mariner"». AllMusic la describió como «una suite de heavy metal, diferente a todo su catálogo». Aunque Blabbermouth.net y NME no coinciden en que esté a la altura de «Rime of the Ancient Mariner», el primero afirma que «merece la pena cada minuto como encapsulación cinematográfica de la carrera de la banda», mientras que el segundo lo llamó «el plato fuerte». También recibió una respuesta positiva de Classic Rock, que la consideró una «obra impresionante», mientras que Billboard la calificó como el «plato fuerte» del disco. The Guardian, sin embargo, argumentó que es poco probable que atraiga a los entusiastas del material más antiguo de la banda, aunque dijeron que «dichos [fans] podrían ser apaciguados por "The Red and the Black" de Harris». The Guardian elogió «The Red and the Black», de 13 minutos y medio de duración, por su «auténtica urgencia y agilidad», mientras que PopMatters lo calificó de «tan predecible como la composición [de Harris], [pero] esta vez es una delicia escucharlo». En cambio, Paste criticó ligeramente las tres canciones más largas del álbum (incluida la que da título al disco, de 10 minutos de duración), afirmando que «al final, el atasco del prog-jam hace que estas canciones pierdan parte de su impacto, incluso después de varias escuchas», aunque elogiaron «The Red and the Black» por tener «el ritmo y la sensación de "Rime of the Ancient Mariner"».

### Reconocimientos
The Book of Souls recibió el premio como álbum del año en los Classic Rock Roll of Honour Awards de 2015, obtuvo el premio Metal Hammer Golden Gold 2016 al mejor álbum y ganó como mejor álbum internacional en los Bandit Rock Awards de 2016. Además, algunas publicaciones lo incluyeron entre los mejores álbumes del año:
Clasificación de fin de año
| Publicación           | Reconocimiento                                                      | Posición |
| --------------------- | ------------------------------------------------------------------- | -------- |
| Classic Rock          | 50 mejores álbumes de 2015                                          | 1        |
| The Guardian          | Mejores álbumes de 2015                                             | 39       |
| Kerrang!              | Mejores álbumes de 2015                                             | 2        |
| Loudwire              | 20 mejores álbumes de metal de 2015                                 | 1        |
| Loudwire              | 20 mejores canciones de metal de 2015 (para «Empire of the Clouds») | 1        |
| Metal Hammer          | Mejores álbumes de metal de 2015                                    | 1        |
| Rolling Stone         | 20 mejores álbumes de metal de 2015                                 | 5        |
| Ultimate Classic Rock | 20 mejores álbumes de 2015                                          | 2        |

Clasificación del final de la década
| Publicación  | Reconocimiento                               | Posición |
| ------------ | -------------------------------------------- | -------- |
| Discogs      | Los mejores 200 álbumes de la década de 2010 | 62       |
| Kerrang!     | Los 75 mejores álbumes de la década de 2010  | 18       |
| Louder Sound | Los 50 mejores álbumes de la década de 2010  | 9        |

### Comercial
The Book of Souls fue un éxito comercial, alcanzando el primer puesto en 24 países, además de otros 19 territorios que ya no publican listas de ventas al por menor. Fue su quinto disco en encabezar la lista de álbumes del Reino Unido, con ventas superiores a las 60 000 unidades, superando en ventas a The Final Frontier, que vendió 44.385 copias, pero alcanzó la misma posición en las listas. En Estados Unidos, el disco alcanzó el cuarto lugar, su posición más alta en el Billboard 200 junto con The Final Frontier hasta ese momento, aunque The Book of Souls fue de nuevo el más vendido con 74 000 ventas frente a 63 000. Según Billboard, se trata de la mejor semana de ventas del grupo en Estados Unidos desde que comenzó a funcionar el sistema de seguimiento Nielsen SoundScan en 1991. Para enero de 2016, The Book of Souls había vendido más de 148 000 ejemplares en Estados Unidos.

## Lista de canciones
| Disco uno |                            |                 |          |  |
| N.º       | Título                     | Escritor(es)    | Duración |  |
| 1.        | «If Eternity Should Fail»  | Bruce Dickinson | 8:28     |  |
| 2.        | «Speed of Light»           | Adrian Smith    | 5:01     |  |
| 3.        | «The Great Unknown»        | Smith           | 6:37     |  |
| 4.        | «The Red and the Black»    | Harris          | 13:33    |  |
| 5.        | «When the River Runs Deep» | Smith           | 5:52     |  |
| 6.        | «The Book of Souls»        | Janick Gers     | 10:27    |  |
| 49:58     |                            |                 |          |  |

| Disco dos |                         |              |          |  |
| N.º       | Título                  | Escritor(es) | Duración |  |
| 1.        | «Death or Glory»        | Smith        | 5:13     |  |
| 2.        | «Shadows of the Valley» | Gers         | 7:32     |  |
| 3.        | «Tears of a Clown»      | Smith        | 4:59     |  |
| 4.        | «The Man of Sorrows»    | Dave Murray  | 6:28     |  |
| 5.        | «Empire of the Clouds»  | Dickinson    | 18:01    |  |
| 42:13     |                         |              |          |  |

## Créditos
Los créditos de producción e interpretación son una adaptación de las notas de presentación del álbum.

### Iron Maiden
- Bruce Dickinson – voz, piano en «Empire of the Clouds»
- Dave Murray – guitarra
- Janick Gers – guitarra
- Adrian Smith – guitarra
- Steve Harris – bajo, teclados
- Nicko McBrain – batería

### Músicos adicionales
- Michael Kenney – teclados
- Jeff Bova – orquestación

### Personal técnico
- Kevin Shirley – producción, mezcla
- Steve Harris – coproducción
- Denis Caribaux – ingeniería
- Ade Emsley – masterización
- Chris Bellman – masterización adicional
- Stuart Crouch – diseño artístico
- Mark Wilkinson – arte de portada
- Anthony Dry – ilustraciones en el disco
- Julie Wilkinson – ilustraciones mayas
- Simon Martin – jeroglíficos mayas
- Jorge Letona – diseño de la fuente maya
- John McMurtrie – fotografía
- Rod Smallwood – gestión
- Andy Taylor – gestión
- Dave Shack – gestión

## Listas de éxitos

### Semanales
| Lista (2015)                          | Posición más alta |
| ------------------------------------- | ----------------- |
| Argentinian Albums (CAPIF)            | 1                 |
| Australia (ARIA)                      | 2                 |
| Austria (Ö3 Austria)                  | 1                 |
| Bélgica (Ultratop flamenca)           | 1                 |
| Bélgica (Ultratop valona)             | 2                 |
| Brazilian Albums (ABPD)               | 1                 |
| Canadá (Billboard Canadian Albums)    | 2                 |
| Colombian Albums                      | 1                 |
| Croacia (IFPI)                        | 1                 |
| República Checa (ČNS IFPI)            | 1                 |
| Dinamarca (Hitlisten)                 | 3                 |
| Países Bajos (Album Top 100)          | 1                 |
| Finlandia (Suomen Virallinen Lista)   | 1                 |
| Francia (SNEP)                        | 2                 |
| Alemania (Offizielle Top 100)         | 1                 |
| Greek Albums (IFPI)                   | 1                 |
| Hungría (MAHASZ)                      | 1                 |
| Irlanda (IRMA)                        | 2                 |
| Israeli Albums (Media Forest)         | 1                 |
| Italia (FIMI)                         | 1                 |
| Japón (Oricon)                        | 6                 |
| Corea del Sur (Circle)                | 28                |
| Mexican Albums (Top 100 Mexico)       | 1                 |
| Nueva Zelanda (Recorded Music NZ)     | 2                 |
| Noruega (VG-lista)                    | 1                 |
| Polonia (ZPAV)                        | 1                 |
| Portugal (AFP)                        | 1                 |
| Serbian Albums                        | 1                 |
| Escocia (Scottish Albums Chart)       | 1                 |
| Slovenian Albums (SloTop30)           | 1                 |
| South African Albums (EMA)            | 4                 |
| Spanish Albums (PROMUSICAE)           | 1                 |
| Suecia (Sverigetopplistan)            | 1                 |
| Suiza (Schweizer Hitparade)           | 1                 |
| Turkish Albums (Turkish Music Charts) | 3                 |
| Reino Unido (UK Albums Chart)         | 1                 |
| Reino Unido (UK Rock & Metal Albums)  | 1                 |
| Estados Unidos (Billboard 200)        | 4                 |
| Estados Unidos (Top Rock Albums)      | 2                 |

### Anuales
| Lista (2015)                             | Posición |
| ---------------------------------------- | -------- |
| Australian Albums (ARIA)                 | 69       |
| Austrian Albums (Ö3 Austria)             | 43       |
| Belgian Albums (Ultratop Flanders)       | 49       |
| Belgian Albums (Ultratop Wallonia)       | 84       |
| Canadian Albums (Billboard)              | 49       |
| Croatian Foreign Albums (HDU)            | 1        |
| Dutch Albums (MegaCharts)                | 49       |
| Finnish Albums (Suomen virallinen lista) | 2        |
| French Albums (SNEP)                     | 74       |
| German Albums (Offizielle Top 100)       | 19       |
| Hungarian Albums (MAHASZ)                | 13       |
| Italian Albums (FIMI)                    | 46       |
| Mexican Albums (AMPROFON)                | 64       |
| Spanish Albums (PROMUSICAE)              | 49       |
| Swedish Albums (Sverigetopplistan)       | 32       |
| Swiss Albums (Schweizer Hitparade)       | 17       |
| UK Albums (OCC)                          | 57       |
| US Top Rock Albums (Billboard)           | 26       |

| Lista (2016)                      | Posición |
| --------------------------------- | -------- |
| Belgian Albums (Ultratop Flandes) | 123      |